# Wykształciuch
Wykształciuch, także: wykształceniec – pejoratywne, ironiczne określenia osób posiadających wyższe wykształcenie, ale postrzeganych jako niespełniające wymogów koniecznych do osiągnięcia statusu inteligenta.

## Znaczenie pierwotne
Słowo „wykształciuch” w języku polskim stworzone zostało przez Romana Zimanda jako tłumaczenie rosyjskiego pojęcia „obrazowanszczina” (ros. образованщина) wymyślonego przez Aleksandra Sołżenicyna. Określa ono ludzi, który zdobyli formalne wykształcenie (ros. obrazowanije „wykształcenie”), ale nie są w stanie sprostać ideałom inteligenckiego powołania. Określenie to ma charakter deprecjonujący, ale zdaniem Bronisława Wildsteina wyłącznie dla osób spełniających warunki wyznaczone przez Sołżenicyna, tj. tych, którzy dzięki władzy bolszewików zniszczyli i zastąpili tradycyjną inteligencję. 
W Rosji wśród pejoratywnych określeń inteligencji funkcjonuje także pojęcie intelligientszcziny (ros. интеллигентщина). W 1909 powołał się na nie jako używany wcześniej termin Nikołaj Bierdiajew. Według jego definicji odnosi się ono do odciętych od rzeczywistości społecznej grup inteligenckich charakteryzujących się inercją myślenia oraz powierzchownymi i zmiennymi fascynacjami zachodnimi modami intelektualnymi.
Te i inne analogiczne określenia pojawiają się szczególnie często w Polsce i Rosji, gdzie najsilniejsza jest tradycja inteligencka i toczą się spory o kryteria inteligenckości. Pojawienie się dużej liczby osób, których inteligencka tożsamość może być kwestionowana, wiąże się najczęściej z polityką państw komunistycznych, w których w krótkim czasie wykształcenie wyższe uzyskały liczne rzesze osób niezwiązanych z tradycją inteligencką. Socjolog Jerzy Mikułowski Pomorski pisał np. w tym kontekście o „produktach przyspieszonego i koniunkturalnego awansu społecznego”. Neutralnym określeniem tej właśnie grupy społecznej było w okresie PRL pojęcie „nowej inteligencji”.
Innym ironicznym określeniem osób wykształconych jest pojęcie „jajogłowych”. Nie jest ono tożsame z pojęciem „wykształciuchy”, ponieważ nie odwołuje się do słabości etosu inteligenckiego tych osób, a jedynie wykpiwa przemądrzałość, wynoszenie się i arogancję charakterystyczną dla niektórych intelektualistów.

## Współczesne użycie w dyskursie politycznym
Współcześnie pojęcie „wykształciucha” używane jest w Polsce w dyskursie politycznym. Do publicznego obiegu zostało wprowadzone przez wicepremiera i ministra spraw wewnętrznych i administracji Ludwika Dorna w wywiadzie udzielonym gazecie „Dziennik” latem 2006. W wywiadzie tym postawił on „wykształciuchów” w opozycji do inteligencji (To mocno ignorancka, egoistyczna, narcystyczna warstwa wykształconych, która nie ma wiele wspólnego z polską inteligencją), nie precyzując dokładnie adresata (Ta znaczna część warstwy wykształconej posiada pewną profesjonalną kompetencję. Natomiast straciła ona kontakt z resztą Polski, w gruncie rzeczy na własne życzenie). Zdaniem Dorna „wykształciuchami” są widzowie, oglądający w TVN24 audycję Szkło kontaktowe (a dokładniej, że jest to program «natargetowany» (z przeznaczeniem do odbioru) na grupę wykształciuchów).
Przeciwnicy PiS terminu „wykształciuch” używają w znaczeniu: inteligent niepopierający PiS – w oczach zwolennika PiS lub nawet inteligent w oczach zwolennika PiS. W takim ujęciu etykietka ma piętnować nie samego „wykształciucha”, lecz osobę używającą tego określenia. Np. w felietonie Walka demonów „Rzeczpospolita” 4–5 listopada 2006 Tomasz Jastrun (Smecz) napisał: Trafnie przewidziałem, że spotkam tu wielu znajomych, wszędzie inteligenckie twarze, te przeklęte «wykształciuchy», jak raczył nazwać inteligencję Ludwik Dorn.